# Neil McDermott
Neil McDermott (Southport, Inglaterra, 15 de diciembre de 1980) es un actor británico más conocido por interpretar a Ryan Malloy en la serie EastEnders.

## Biografía
Es hijo de Sharon McDermott, tiene un hermano mayor llamado Ian McDermott.
Neil le propuso matrimonio a su novia, la actriz Michelle Edwards, en la Torre Eiffel. La pareja se casó el 22 de julio de 2007. La primera hija de ambos, Arabella Betsy McDermott, nació el 10 de enero de 2011.
En febrero de 2011 Neil admitió en una entrevista que poco después del nacimiento de su hija le había sido infiel a su esposa con Chloe Peebles, una joven de dieciséis años a quien había conocido en un bar. Poco después de sus declaraciones Neil fue visto sacando sus pertenencias de su casa y sin su anillo de matrimonio, más tarde Michelle lo perdonó y Neil regresó al hogar de ambos.
La pareja le dio la bienvenida a su segundo hijo, Roddy McDermott el 18 de febrero de 2013.

## Carrera
Entre 2006 y 2008 apareció como invitado en series como Doctor Who, Kiss of Death y Casualty. Un año después apareció de forma recurrente en la serie The Royal, donde interpretó al Dr. Ralph Ellis.
El 18 de abril de 2009 se unió al elenco de la serie británica EastEnders, donde interpreta a Ryan Malloy hasta el 26 de agosto de 2011 después de que su personaje huyera de Waldford después de matar accidentalmente a Rob, un hombre que explotaba a su hermana. En junio del 2011 se anunció que Neil dejaría la serie. El 2 de septiembre de 2014 Neil regresó a la serie y se fue nuevamente. El 22 de enero de 2016 Neil regresó a la serie como Ryan luego de que su personaje regresara a Walford para cuidar de su hija Lily y se fue nuevamente el 11 de febrero del mismo año. Neil regresó a la serie brevemente el 20 de septiembre de 2016. A finales de octubre del 2016 se anunció que Neil regresaría a la serie el 4 de noviembre del mismo año.
En 2010 apareció en el video musical "Love Machine", donde aparecieron varios actores de EastEnders, entre ellos Lacey Turner, Shona McGarty, Patsy Palmer, Charlie Brooks, Pam St. Clement, Sid Owen, Steve McFadden, Adam Woodyatt y Jake Wood.

## Filmografía

### Series de televisión
| Año                                | Título           | Personaje       | Notas                            |
| ---------------------------------- | ---------------- | --------------- | -------------------------------- |
| 2009 - 2011, 2014, 2016 - presente | EastEnders       | Ryan Malloy     | 173 episodios                    |
| 2009 - 2011                        | The Royal        | Dr. Ralph Ellis | 12 episodios                     |
| 2008                               | Doctor Who       | Jed             | episodio El siguiente Doctor     |
| 2006                               | Rosemary & Thyme | Ryan            | episodio "In a Monastery Garden" |
| 2006                               | Casualty         | Ben Harold      | 2 episodios                      |

### Películas
| Año  | Título        | Personaje  | Notas                       |
| ---- | ------------- | ---------- | --------------------------- |
| 2011 | Blooded       | Lucas Bell | junto a Mark Dexter         |
| 2008 | Kiss of Death | John Doe   | película para la televisión |
| 2005 | Chopratown    | Henry      | película para la televisión |
| 2005 | Gol!          | Morrison   | (sin acreditar)             |

### Teatro
| Año         | Obra                    | Personaje       | Director (a)     | Teatro                      | Notas                                                       |
| ----------- | ----------------------- | --------------- | ---------------- | --------------------------- | ----------------------------------------------------------- |
| 2016        | The Wind in the Willows | Chief Weasel    | Rachel Kavanaugh | -                           | junto a Rufus Hound, Fra Fee, Thomas Howes y Sophia Nomvete |
| 2012 - 2013 | Shrek: The Musical      | Lord Farquaad   | -                | Royal Theatre               | junto a Kimberley Walsh, Girls Aloud y Dean Chisnall        |
| 2008        | La Cage aux Folles      | Jean/Michael    | Terry Johnson    | Menier Chocolate Factory    | -                                                           |
| 2007        | Follies                 | Joven Buddy     | -                | London Palladium            | -                                                           |
| 2006        | The Sound of Music      | Rolf Gruber     | Jeremy Sam       | London Palladium            | -                                                           |
| 2006        | Bad Girls               | Justin Mattison | -                | West Yorkshire Playhouse    | -                                                           |
| 2005 - 2006 | Aladdin                 | Aladdin         | -                | Old Vic Theatre             | -                                                           |
| 2004        | Throught the Woods      | Simon           | -                | Birmingham Rep              | -                                                           |
| 2004        | Henry IV                | Ordulf          | -                | Donmar Warehouse            | -                                                           |
| 2003        | The Waters Babies       | Tom             | Jeremy Sams      | Chichester Festival Theatre | -                                                           |
| 2003        | The Gondoliers          | Fausto          | -                | Chichester Festival Theatre | -                                                           |
| 2002        | Babes in Arms           | Steve Edwards   | -                | New Theatre                 | -                                                           |

## Premios y nominaciones
| Año  | Categoría                                                  | Premio                    | Serie      | Resultado |
| ---- | ---------------------------------------------------------- | ------------------------- | ---------- | --------- |
| 2011 | Best Love Triangle (junto a Lacey Turner y Charlie Brooks) | All About Soap Award      | EastEnders | Nominados |
| 2010 | Most Popular Newcomer                                      | National Television Award | EastEnders | Nominado  |